# Séverni (Kalíninskaya, Krasnodar)
Séverni (del ruso: Северный) es un jútor del raión de Kalíninskaya del krai de Krasnodar en el sur de Rusia. Está situado en la orilla izquierda de uno de los afluentes del limán Ponurski del delta del Kirpili, 8 km al suroeste de Kalíninskaya y 54 km al noroeste de Krasnodar, la capital del krai.  Tenía 111 habitantes en 2010.
Pertenece al municipio Grishkovskoye.